# Opij ljudstva
Opij ljudstva (ali opij množic) je izrek, uporabljen v zvezi z religijo, ki izhaja iz pogosto parafrazirane izjave nemškega sociologa, filozofa in ekonomskega teoretika Karla Marxa: »Religija je opij ljudstva.« V kontekstu je izjava del Marxovega strukturno-funkcionalističnega argumenta, da so religijo zgradili ljudje, da bi pomirili negotovost glede njihove vloge v vesolju in družbi.    
Ta izjava se v nemščini glasi »Die Religion... ist das Opium des Volkes« in je prevedena kot »religija ... je opij za ljudi«. Celoten Marxov preveden stavek se glasi: »Religija je vzdih zatiranega bitja, srce brezsrčnega sveta in duša brezdušnih razmer. Je opij ljudstva«.
Citat izvira iz uvoda Marxovega dela Prispevek h kritiki Heglove filozofske pravice, ki ga je začel pisati leta 1843, a je bil izdan šele po njegovi smrti. Uvod v to delo je bil ločeno objavljen leta 1844 v Marxovi lastni reviji Deutsch–Französische Jahrbücher, v sodelovanju z Arnoldom Rugejem. Pogosto le delno citirana, je bila razlaga metafore v njenem kontekstu deležna veliko manj pozornosti.